# Sorana Cîrstea
Sorana Mihaela Cîrstea (Bucarest, 7 aprile 1990) è una tennista romena.
Nel corso della sua carriera si è aggiudica due titoli in singolare su cinque finali disputate, tra cui la più prestigiosa nella Rogers Cup 2013. Vanta due quarti di finale Slam, raggiunti all'Open di Francia 2009 e allo US Open 2023, mentre il 12 agosto 2013 sigla il suo miglior piazzamento: la 21ª posizione.
Valida doppista, vanta cinque titoli, il più importante è il Premier di Lussemburgo. Tuttavia ha raggiunto la finale anche nel Premier 5 di New Haven nel 2009, poi persa. Sempre nello stesso anno raggiunge il suo best ranking in doppio issandosi alla 35ª posizione.

## Biografia
È nata da Mihai e Liliana a Bucarest, ma risiede a Târgoviște; ha un fratello, Mihnea, di cinque anni più giovane di lei. È stata introdotta al tennis dai suoi genitori quando era molto piccola. Cita Roger Federer e Steffi Graf come suoi idoli. Parla rumeno, inglese, spagnolo e francese.
Nel 2014 ha avuto una relazione con il collega colombiano Santiago Giraldo.

## Carriera

### Junior
I suoi risultati migliori comprendono un titolo al German Junior Open (Grade 1) nel 2005 battendo in finale Erika Zanchetta 6-2, 6(2)-7, 6-3 e una finale al Trofeo Bonfiglio nel 2006 persa contro la connazionale Ioana Raluca Olaru, dopo avere sconfitto in semifinale la giocatrice Anastasija Pavljučenkova, numero 1 della classifica junior nel 2006. Ha raggiunto anche la finale, per poi perderla, nel doppio junior del Roland Garros 2007. Altri risultati raggiunti sono la finale alla Yucatán World Cup nel 2005 e 2006, all'Eddie Herr International nel 2006 e all'Opus Nottinghill International nel 2006, tutti dei Grade 1.

### 2004-2005
Debutta nel circuito ITF nel 2004, a soli 14 anni, al torneo di Bucarest, dove raggiunge la semifinale. In seguito al torneo ITF di Timisoara vince il titolo in doppio. In coppia con Gabriela Niculescu vince poi il titolo ITF in doppio anche ad Arad.
Il 2005 inizia con un secondo turno al torneo ITF di Bucarest 2, poi al torneo ITF di Galati raggiunge la semifinale, perdendo contro Corina-Claudia Corduneanu. Ad agosto, al torneo ITF di Bucarest 5, raggiunge i quarti in singolare, mentre perde la finale in doppio con Bianca-Ioana Bonifate. A ottobre invece, al torneo ITF di Porto Santo 4, raggiunge la semifinale in singolare, mentre in doppio vince il titolo con Alexandra Orasanu. Vince il titolo in doppio anche al successivo torneo di Porto Santo 5. Chiude l'anno con la vittoria in singolare al torneo ITF di Porto Santo 6, dove invece raggiunge la semifinale in doppio.

### 2006
Inizia l'anno al torneo ITF di Albufeira, dove vince il titolo in singolare mentre in doppio perde in finale; poi raggiunge la semifinale in singolare anche al torneo ITF di Portimao. Partecipa alla Fed Cup contro la Svezia. In seguito, al torneo di Bucarest 1, perde in finale in singolare, mentre vince il titolo in doppio con Gabriela Niculescu. Al successivo torneo di Bucarest inverte i risultati precedenti. In seguito si qualifica al torneo Tier IV di Stoccolma, perdendo al primo turno sia in singolare che in doppio. Vince il titolo ITF in doppio con Katie O'Brien. Al torneo ITF di Istanbul perde in semifinale nel singolare, mentre in doppio perde la finale in coppia con Katie O'Brien e con questo torneo chiude l'anno.

### 2007: prima finale WTA e Premier
A metà febbraio perde la finale di doppio al torneo ITF di Stoccolma con Melanie South. Si riprende la rivincita al successivo torneo ITF di Las Palmas de Gran Canaria con Madalina Gojnea. Sorprendentemente raggiunge ad aprile la finale del Hungarian Grand Prix, torneo WTA, dopo avere superato le qualificazioni, per poi cedere a Gisela Dulko in tre set. A metà giugno tenta la qualificazione al torneo di Wimbledon, ma perde al secondo turno di qualificazione, mentre al torneo WTA di Palermo si qualifica per poi perdere al secondo turno. All'inizio di agosto vince il titolo ITF in singolare al torneo di Bucarest,e in doppio con Agnes Szatmari per un walk-over della coppia Buzarnescu/ Niculescu. Raggiunge la semifinale al torneo WTA di Bali. Alla fine di settembre partecipa al torneo WTA di Lussemburgo, dove raggiunge i quarti in doppio.

### 2008: primi titoli in singolare e in doppio
Esordisce in uno slam, agli Australian Open, perdendo subito al primo turno. Dopo avere partecipato alla Fed Cup raggiunge i quarti al torneo WTA di Acapulco e il terzo turno al torneo WTA di Charleston. In seguito al torneo WTA di Fes raggiunge i quarti in singolare, mentre vince il titolo in doppio con Anastasija Pavljučenkova. A metà maggio, al torneo ITF di Bucarest, raggiunge la finale in singolare e in doppio, ma le perde entrambe. Si qualifica al Roland Garros, dove però si ferma al secondo turno in singolare, mentre in doppio raggiunge il terzo turno. A metà giugno raggiunge i quarti al torneo WTA di 's-Hertogenbosch, mentre a Wimbledon si ferma al secondo turno in entrambe le categorie. Al torneo ITF di Cuneo raggiunge la finale che perde contro Tathiana Garbin. Ad agosto partecipa alle Olimpiadi di Pechino, ma perde al primo turno. In seguito, al torneo di New Haven, raggiunge i quarti in singolare, mentre in doppio perde la finale con Monica Niculescu. Nell'ultimo slam a New York raggiunge il secondo turno in entrambe le competizioni; successivamente, al torneo ITF di Atene, perde in finale in singolare mentre in doppio vince il titolo con Galina Voskoboeva. Dopo i quarti al torneo ITF di Sofia vince il primo titolo WTA all'inizio di ottobre a Tashkent. A Zurigo raggiunge i quarti in doppio e chiude l'anno con il torneo di Lussemburgo, dove raggiunge la semifinale in singolare, mentre in doppio vince il titolo con Marina Erakovic.

### 2009: quarti di finale al Roland Garros

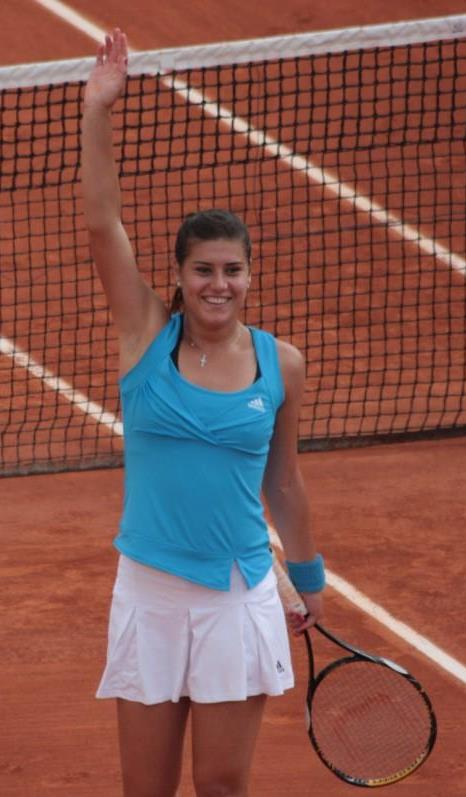
Sorana Cîrstea a Roland Garros 2009

Comincia male il 2009 con sei sconfitte consecutive al primo turno (Sydney, Australian Open, Parigi indoor, Dubai, Indian Wells e Miami). Nel frattempo in doppio raggiunge il secondo turno agli Australian Open e la semifinale al torneo di Parigi. Ritorna a vincere a Marbella, dove raggiunge la semifinale, mentre perde nei primi turni dei tornei di Barcellona e Fès. In doppio perde la finale del torneo WTA di Barcellona con Andreja Klepač e ottiene lo stesso risultato anche al torneo WTA di Fès con Marija Kirilenko. Continua poi con un quarto all'Estoril e un primo turno a Madrid. Al Roland Garros batte agli ottavi di finale la giocatrice serba Top 5 Jelena Janković e riesce per la prima volta in carriera ad arrivare ai quarti in una prova del Slam: è la prima volta dal 1997 che una tennista romena passa alla seconda settimana di uno Slam, l'ultima è stata Irina Spîrlea a New York. Perde ai quarti contro la giocatrice australiana Samantha Stosur. Nel seguito della stagione ottiene un terzo turno a Wimbledon in singolare, mentre in doppio raggiunge la semifinale con Kirilenko. A metà agosto partecipa al torneo ITF di Cincinnati e raggiunge il terzo turno. Agli US Open raggiunge il terzo turno sia in singolare che in doppio e raggiunge una semifinale anche a Los Angeles, che la porta alla 23ª posizione del ranking. Anche in doppio ottiene il suo miglior piazzamento di sempre nella classifica WTA: la 35ª piazza mondiale. Chiude l'anno con uscite ai primi turni: ai tornei WTA di Seul, Tokyo, Pechino, Linz e Mosca.

### 2010: terzo titolo in doppio

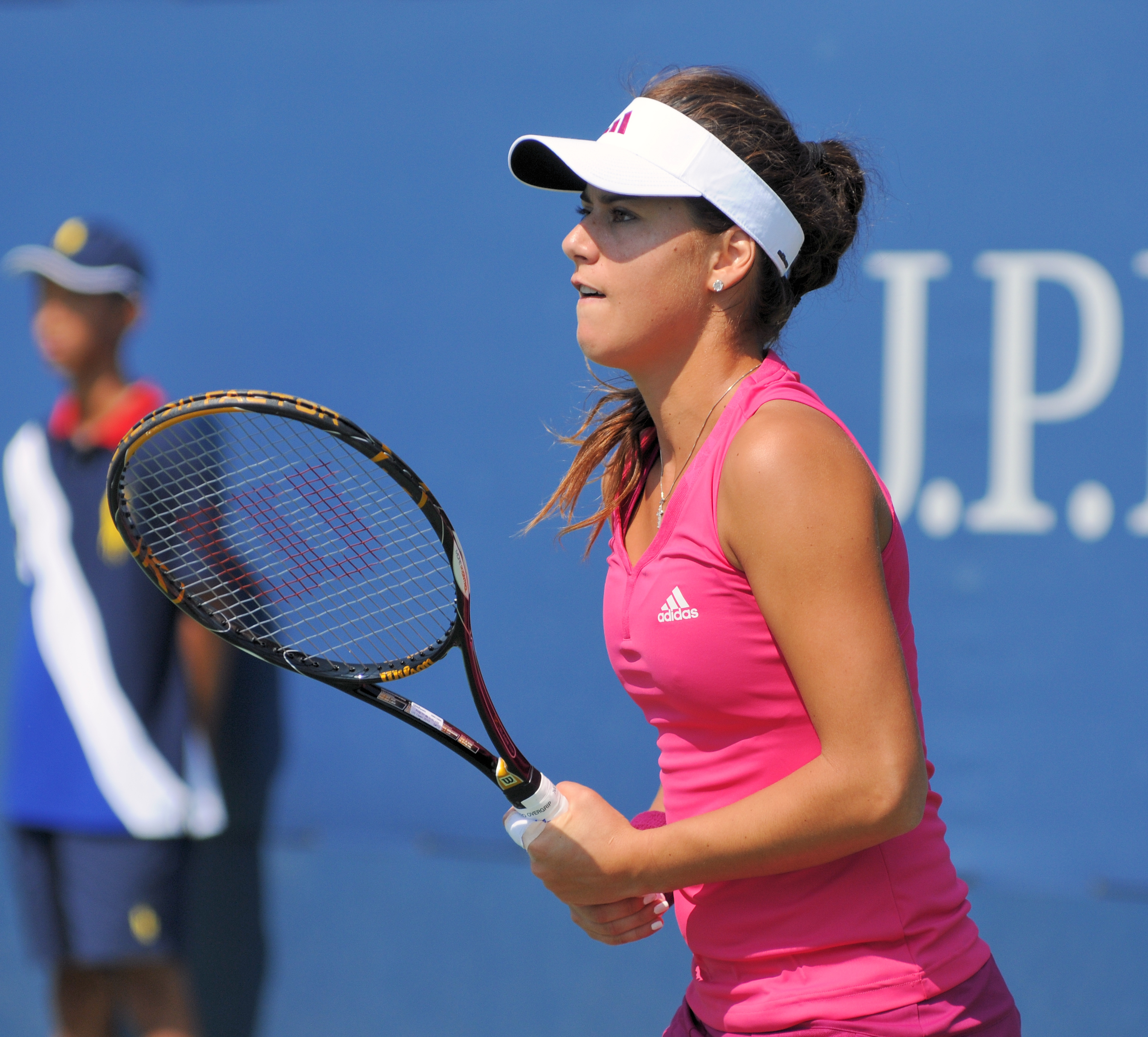
Sorana agli US Open 2010

Comincia l'annata partecipando alla Hopman Cup, non superando però il round robin. In seguito, al Moorilla Hobart International, esce al primo turno contro Peng Shuai. All'Australian Open perde al secondo turno contro la russa Alisa Klejbanova, mentre in doppio non supera il primo turno. All'Open GDF Suez di Parigi esce al primo turno contro Melanie Oudin. Stesso risultato al Dubai Tennis Championships, al Abierto Mexicano Telcel e al Monterrey Open. Ad Indian Wells esce al secondo turno contro Zheng Jie, mentre al Miami viene battuta da Venus Williams sempre al secondo turno. Dopo due secondi turni nei tornei di Marbella e Barcellona raggiunge la prima semifinale dell'anno all'Estoril Open, dove viene sconfitta dalla spagnola Arantxa Parra Santonja, mentre in doppio conquista il titolo insieme alla spagnola Anabel Medina Garrigues. Nel successivo torneo di Madrid non supera il primo turno, come nel torneo di Strasburgo. Agli Open di Francia esce all'esordio, battuta dalla campionessa uscente Svetlana Kuznecova, non riuscendo così a difendere i quarti raggiunti l'anno precedente; nel doppio in coppia con Virginie Razzano si ferma al primo turno.
Sull'erba di Eastbourne batte a sorpresa al primo turno la neo-vincitrice del Roland Garros Francesca Schiavone in due set, per poi uscire sconfitta ancora dalla Kuznecova al tie-break del terzo set. Al Torneo di Wimbledon perde al primo turno contro la futura semifinalista Petra Kvitová. Scivolata oltre la sessantesima posizione del ranking, si rituffa nei tornei ITF per disputare il torneo di Cuneo, dove viene sconfitta in doppio in finale. Al Hungarian Grand Prix perde all'esordio in singolare, mentre le va bene in doppio insieme alla Klepač, dove viene superata in finale dalla coppia Bacsinszky/Garbin. Tra la fine di luglio e l'inizio di agosto torna a giocare a buoni livelli raggiungendo i quarti all'Istanbul Cup (sconfitta dalla Pavljučenkova) e al Danish Open (battuta dalla ceca Zakopalová). Dopo il primo turno al torneo di Cincinnati, agli US Open racimola solo due game al primo turno contro la svedese Sofia Arvidsson, mentre in doppio raggiunge il secondo turno con Lucie Šafářová. In seguito ottiene un primo turno al torneo WTA di Quebec City e al torneo ITF di Albuquerque. All'inizio di ottobre perde in finale in singolare al torneo ITF di Las Vegas. Chiude l'anno con un primo turno in singolare al torneo WTA di Linz e un primo turno in doppio a Lussemburgo.

### 2011: quarto titolo in doppio
Inizia il 2011 al numero 95 della classifica WTA. Non supera le qualificazioni né a Brisbane né a Sydney. Agli Australian Open viene sconfitta dall'israeliana Shahar Peer al secondo turno e nel doppio perde al secondo turno con Lucie Šafářová. A Memphis perde ancora al secondo turno, stavolta per mano della canadese Rebecca Marino. Ad Acapulco batte la spagnola Laura Pous Tió al secondo turno. Ad Indian Wells supera le qualificazioni e viene battuta al primo turno del main-draw dalla russa Alla Kudrjavceva. A Miami esce sconfitta all'esordio per mano della cinese Jie Zheng. A Marbella viene superata al primo turno dall'italiana Sara Errani, uscendo così dalle prime cento giocatrici al mondo.
Ritorna a giocare un torneo ITF a Cagnes-sur-Mer, con montepremi di 100 000$, vincendolo contro la tennista di casa Pauline Parmentier, ritornando nelle prime cento (precisamente al numero 99). All'ITF di Praga si ritira al secondo turno contro la ceca Klára Zakopalová. Agli Open di Francia ritorna a disputare un terzo turno in uno Slam dopo quasi due anni battendo Patty Schnyder e Alexandra Dulgheru, per poi cedere alla futura vincitrice Li Na. In doppio invece perde al primo turno con Ayumi Morita. A Birmingham racimola solamente tre giochi contro la slovacca Daniela Hantuchová al secondo turno, mentre a Eastbourne non supera le qualificazioni. Al torneo di Wimbledon perde al primo turno contro la Parmentier, mentre in doppio raggiunge il terzo turno, sempre in coppia con Morita. Nei successivi tornei, Båstad e Palermo, esce al secondo turno.

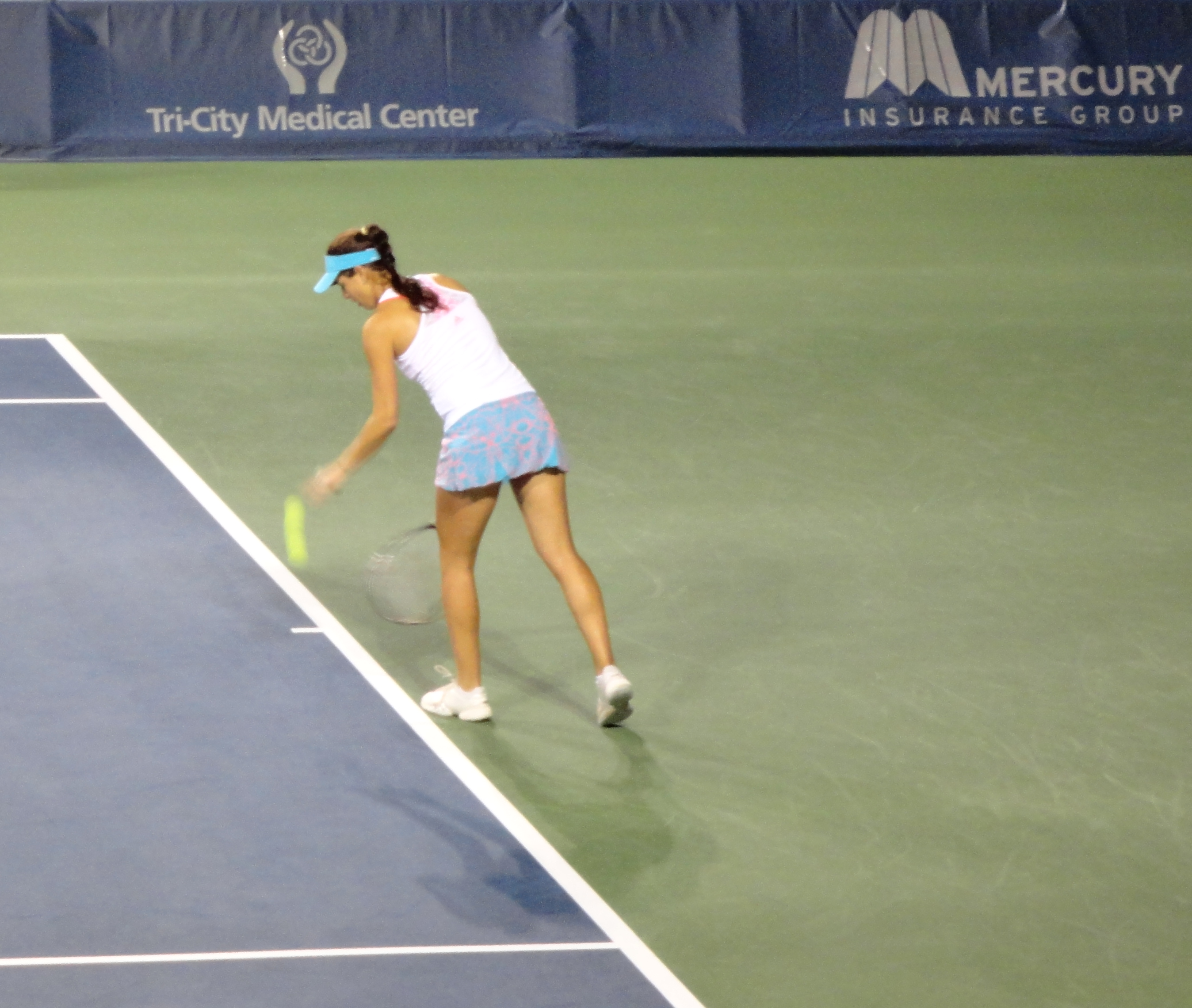
Sorana Cîrstea al torneo di Carlsbad

A Carlsbad viene superata all'esordio dall'americana Coco Vandeweghe in tre set, mentre al Cincinnati non supera le qualificazioni. A Dallas esce al secondo turno per mano di Aravane Rezaï, mentre vince il torneo di doppio insieme all'italiana Alberta Brianti. Agli Open degli Stati Uniti esce al primo turno per mano della belga Yanina Wickmayer e in doppio perde al secondo turno. Al Tashkent Open ritorna a giocare un quarto di finale dove cede alla russa Kudrjavceva. All'ITF 100 000$ di Saint-Malo batte in finale la spagnola Sílvia Soler Espinosa, ritornando così tra la prima ottanta giocatrici del ranking WTA. A Linz supera le qualificazioni e raggiunge il secondo quarto di finale della stagione, superata dalla tennista ceca Lucie Šafářová. Gioca il torneo di Limoges, un ITF da 50 000$, vincendolo battendo Sofia Arvidsson in finale e perdendo solamente un set nel torneo. Chiude una stagione abbastanza positiva con un primo turno al torneo ITF di Poitiers e attestandosi al numero 60 del ranking WTA.

### 2012

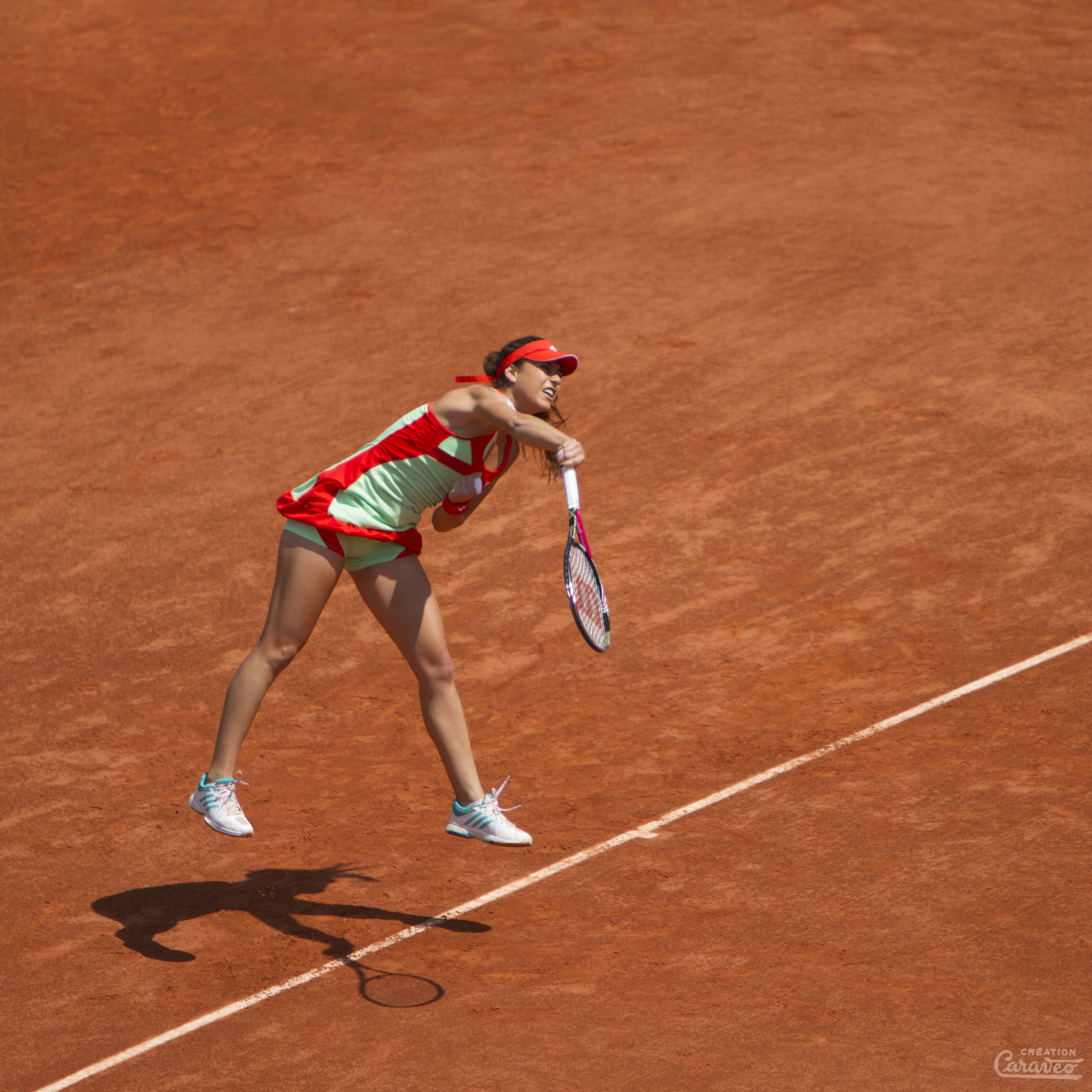
La tennista rumena agli Open di Francia 2012

Inizia l'anno al torneo di Auckland perdendo al primo turno contro Pennetta. Raggiunge i quarti a Hobart perdendo contro Angelique Kerber. Cede al terzo turno a Melbourne contro Sara Errani. In doppio con Lucie Šafářová si ferma al primo turno. Raggiunge le semifinali al torneo di Pattaya City dove viene eliminata da Kirilenko. Esce al secondo turno nei tornei di Doha, Monterrey e Indian Wells rispettivamente contro Stosur, Babos e Radwańska. Perde al primo turno a Miami contro Watson dopo essere stata in vantaggio per 5–0 nel terzo set. Raggiunge la seconda semifinale dell'anno a Barcellona, venendo eliminata da Cibulková con un doppio 6–1.
Perde nelle qualificazioni a Stoccarda per mano di Čakvetadze e al primo turno ad Estoril da Soler-Espinosa. Vince sorprendentemente al primo turno a Madrid contro Bartoli per poi perdere al secondo ostacolo controMedina Garrigues. Compie un'altra impresa al primo turno, questa volta a Roma, dove batte la due volte vincitrice di questo torneo Jelena Janković per 6–3, 4–6, 7–6(4). per poi perdere al terzo turno da Kvitova. Al Roland Garros esce al primo turno contro la campionessa in carica Li Na, mentre in doppio non supera il primo turno.

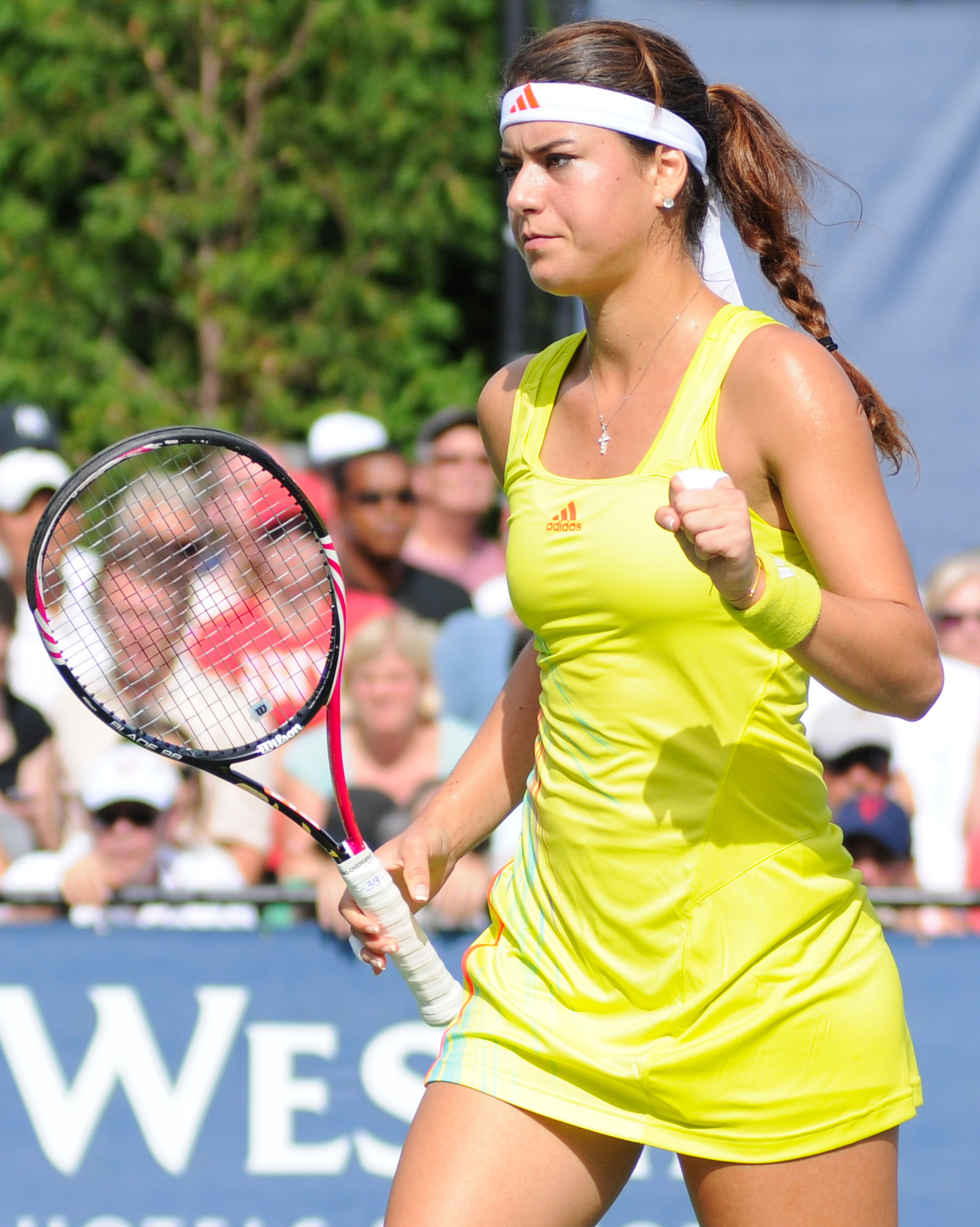
Sorana agli US Open 2012.

Esce al primo turno nel torneo di Birmingham contro la qualificata Oudin e al primo turno a Eastbourne. A Wimbledon batte nei primi due turni Pauline Parmentier e Li Na, ma viene eliminata dalla russa Kirilenko. In doppio con Ayumi Morita non supera il primo turno. Nel torneo di Stanford entra come testa di serie nº9 e raggiunge la semifinale per poi essere sconfitta piuttosto nettamente da Serena Williams per 6–1, 6–2. Alle Olimpiadi di Londra viene sconfitta all'esordio dall'italiana Pennetta. In seguito sigla una nettissima sconfitta a Montréal per mano della Karatančeva con un doppio 0–6.
Passa il primo turno a Cincinnati vincendo contro la belga Wickmayer, ma viene eliminata nel turno successivo dalla futura campionessa Li Na. A Dallas, accreditata dall'ottava testa di serie, giunge ai quarti eliminata da Janković, che riesce a batterla per la prima volta in carriera. Allo US Open giunge al secondo turno contro Anna Tatišvili, mentre in doppio esce al primo con Alberta Brianti. Partecipa al torneo di Guangzhou come testa di serie nº8 raggiungendo la terza semifinale dell'anno, ma viene battuta dalla sorprendente Robson.
Al torneo di Tokyo viene battuta dalla wild-card Ayumi Morita al primo turno, mentre a Pechino raggiunge il secondo turno battendo Arvidsson, ma Šarapova le sbarra la strada sconfiggendola. Subisce un'altra sconfitta al primo turno a Linz per mano di Petra Martić. In chiusura d'anno, al torneo di Lussemburgo, esce al secondo turno contro Ksenija Pervak.

### 2013: prima finale Premier 5 ebest ranking
Comincia la stagione a Auckland ritirandosi al primo turno contro la britannica Watson, quando già era sotto di un set. La settimana successiva si presenta a Hobart come seconda favorita del torneo, ma viene sconfitta al secondo turno dalla giovane statunitense Lauren Davis. Agli Open d'Australia batte nei primi due turni le giovani Vandeweghe e Kristýna Plíšková, per poi essere superata dalla futura finalista Li Na. Nel doppio invece, con Tamira Paszek, si ferma al primo turno. Al torneo di Pattaya raggiunge per il secondo anno consecutivo la semifinale, e come successe la stagione precedente deve cedere alla russa Kirilenko. Dopo la partecipazione alla Fed Cup per la Romania, al torneo di Doha spreca molto nel primo set e viene punita dalla danese Caroline Wozniacki nel match di secondo turno. A Dubai batte al primo turno la semifinalista dell'Australian Open Sloane Stephens in tre set, prima di perdere contro Errani agli ottavi.

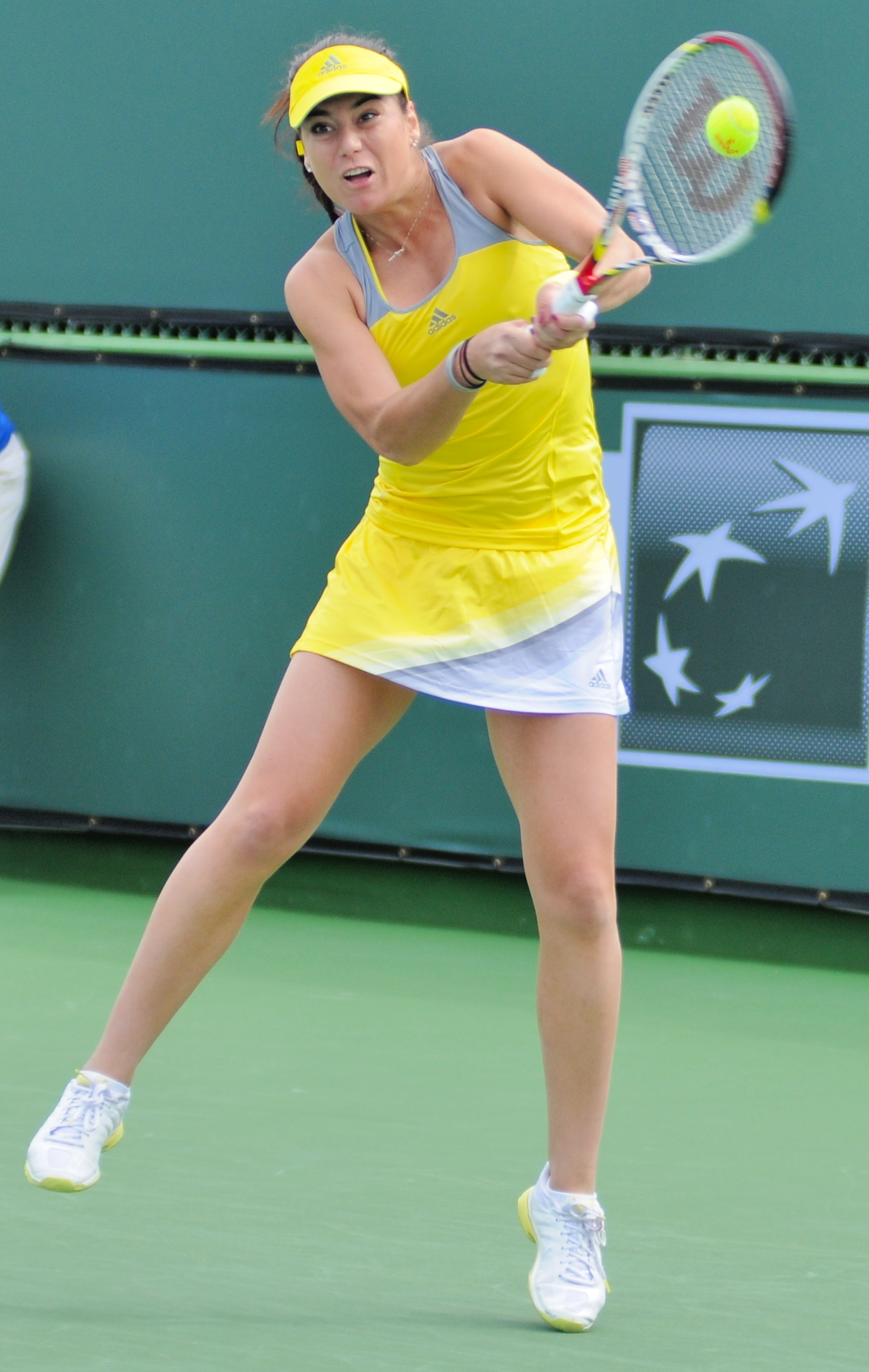
Sorana Cîrstea in azione ad Indian Wells 2013

A Indian Wells perde nei sedicesimi contro la forte polacca Agnieszka Radwańska in tre set. Al Sony Ericsson Open di Miami raggiunge il quarto turno battendo anche piuttosto agevolmente la tedesca Angelique Kerber, per poi essere sconfitta dalla serba Jankovic. Sulla terra verde di Charleston viene battuta al terzo turno dalla ceca Šafářová in tre set. Disputa poi il torneo di Marrakech come seconda testa di serie, ma viene subito sconfitta dalla sudafricana Chanelle Scheepers. La settimana seguente gioca a Oeiras, dove perde al secondo turno per mano della rientrante Kaia Kanepi. Al torneo di Madrid gioca alla pari contro Errani nel match di secondo turno, ma deve cedere alla buona tenacia dell'avversaria. A Roma cede al primo turno contro la sua abituale compagna di doppio Morita. Al Roland Garros viene sconfitta al terzo turno dalla numero uno del mondo Serena Williams dopo avere battuto Kiki Bertens e Johanna Larsson, mentre in doppio raggiunge il secondo turno con Morita. Partecipa anche nel doppio misto con David Marrero, perdendo subito al primo turno. Sull'erba di Birmingham perde nei quarti di finale abbastanza nettamente contro l'astro nascente Donna Vekić e il 17 giugno raggiunge il best ranking al numero 22. La settimana dopo disputa il torneo di Eastbourne, dove Angelique Kerber la batte al primo turno.
A Wimbledon viene superata al secondo turno da un'altra giovane, Camila Giorgi, con un doppio tie-break, mentre in doppio non supera il primo turno. Al Bank of the West Classic di Stanford, raggiunge la seconda semifinale dell'anno battendo nei primi tre turni Morita, Vandeweghe e Vol'ha Havarcova, venendo poi battuta dalla slovacca Dominika Cibulková. Disputa poi il Citi Open di Washington come numero 5 del tabellone, dove raggiunge ai quarti contro la francese Alizé Cornet.
Alla Rogers Cup di Toronto gioca il suo miglior torneo della carriera. Dopo avere battuto al primo turno la qualificata Ol'ga Savčuk,elimina dal torneo la numero 9 del seeding, Wozniacki. Agli ottavi prevale su Janković sfruttando la maggiore superiorità al servizio e alla ribattuta. Nei quarti ottiene un'altra grande vittoria a discapito della ceca Petra Kvitová in tre set. In semifinale supera la numero 5 del mondo, Li Na, raggiungendo la sua terza finale in carriera, la prima dal 2008, dove affronta Serena Williams che la batte nettamente con il punteggio di 6–2, 6–0. Quest'importante risultato la porta al numero 21 del ranking, suo miglior piazzamento.
A Yale si ritira dopo appena tre giochi al primo turno contro Pavljučenkova. Agli US Open, dopo avere battuto a fatica al primo turno la qualificata canadese Sharon Fichman, viene sconfitta al secondo turno da Kurumi Nara e nel doppio perde al primo turno con Yanina Wickmayer. Al Guangzhou International Women's Open, accreditata dalla prima testa di serie, viene eliminata all'esordio da Bojana Jovanovski. Al Toray Pan Pacific Open, si ferma al terzo turno contro la russa Svetlana Kuznecova. Al China Open affronta nuovamente la Jovanovski al primo turno, perdendo ancora contro la giovane tennista serba. Chiude l'anno con un primo turno al torneo di Linz.

### 2014: nona finale WTA in doppio

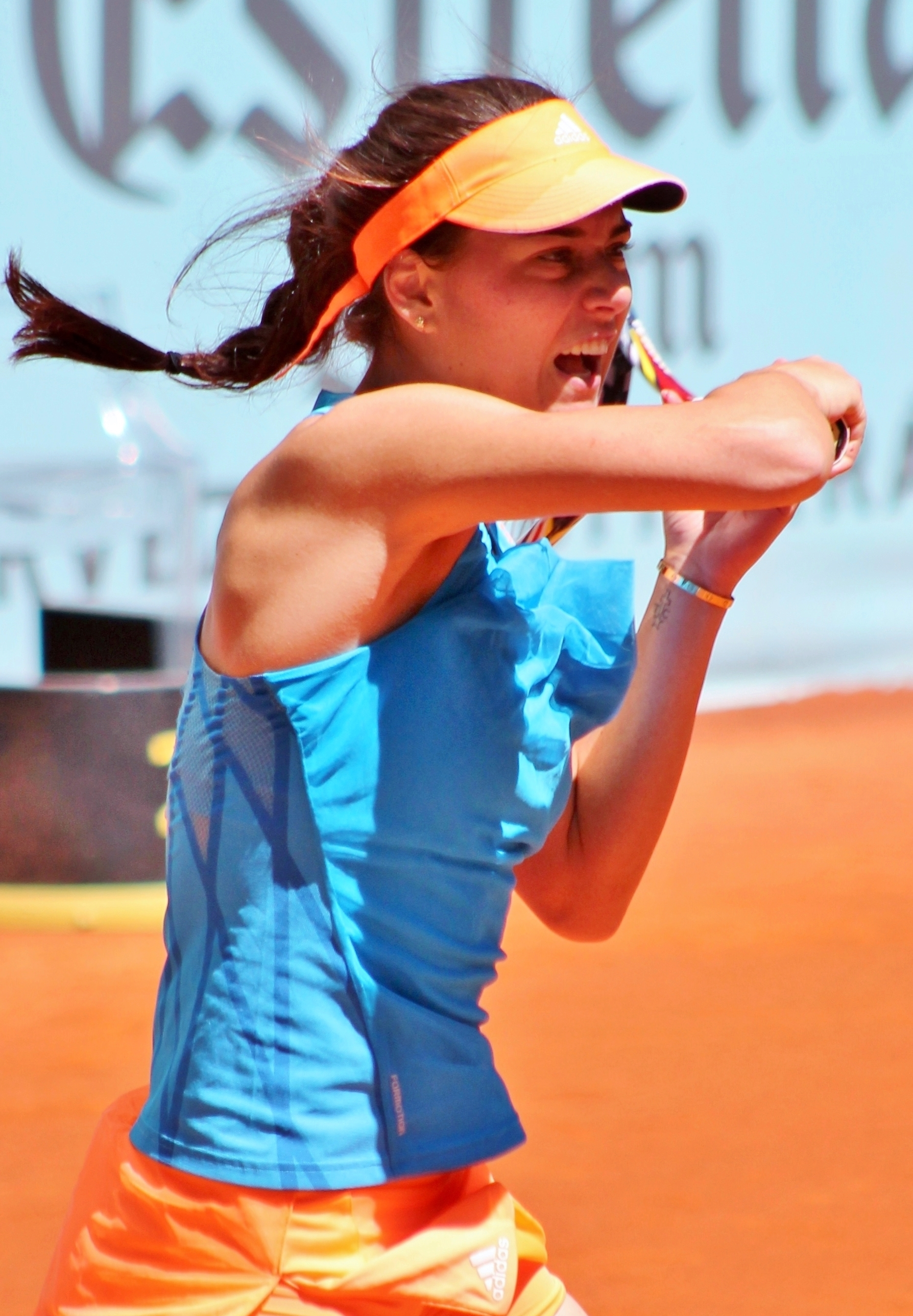
Sorana al Madrid Open 2014

Apre il nuovo anno con due delusioni: viene eliminata al primo turno sia a Auckland sia a Sydney, sconfitta da Sharon Fichman e Cvetana Pironkova, entrambe qualificate. La rumena va male anche agli Australian Open, estromessa al primo turno da Marina Eraković in due set e in doppio con Irina-Camelia Begu non supera il primo turno. Al Pattaya Open viene eliminata al terzo turno in tre set da Plíšková. A Doha viene estromessa al secondo turno da Agnieszka Radwańska in due set. A  
bai ottiene due belle vittorie nei primi due turni contro le italiane Roberta Vinci e la numero 10 del ranking Sara Errani, ma viene eliminata ai quarti dalla Wozniacki. Nei premier di marzo racimola due sconfitte: a Indian Wells va fuori contro la qualificata Giorgi, mentre a Miami viene sconfitta ancora dalla Pironkova.
La stagione sulla terra inizia male. A Charleston viene sconfitta dalla Pereira all'esordio. Dopo le partite di Fed Cup ottiene dei primi turni anche nei tornei di Stoccarda, Madrid e Roma, rispettivamente contro Julia Görges, la numero 6 del ranking Petra Kvitová al tie-break del terzo, e la qualificata Christina McHale. Al Roland Garros ottiene una vittoria dopo tre mesi eliminando Aleksandra Wozniak al primo turno e al secondo si prende la rivincita sulla Pereira, mentre nel terzo turno viene eliminata da Jelena Janković. Nel doppio con Marija Kirilenko perde al primo turno. A Wimbledon, invece, viene subito eliminata dalla giovane qualificata Victoria Duval in tre set.
Sorana, accreditata dalla prima testa di serie al torneo di Baku, esce già al secondo turno per mano di Stefanie Vögele racimolando solo due game. Secondo turno anche al torneo di Washington, dove si fa rimontare e perde contro Bojana Jovanovski per 6-4, 5-7, 3-6. Alla Rogers Cup, torneo dove difendeva la finale raggiunta l'anno precedente, Sorana viene eliminata all'esordio da Lucie Šafářová in due set; in questo modo la tennista romena sprofonda nel ranking WTA, passando dalla posizione 36 alla 80. Anche a Cincinnati perde al primo turno, questa volta per mano della serba e amica Ana Ivanović. Dopo avere fallito le qualificazioni a New Haven perdendo al secondo turno prende parte agli US Open. Qui batte agevolmente Heather Watson al primo turno, al secondo strappa un set alla numero 7 del tabellone Eugenie Bouchard facendo un'ottima prestazione. In doppio si ferma invece al secondo turno con Pauline Parmentier. Dopo un'eliminazione al primo turno a Canton fallisce le qualificazioni nei tornei di Wuhan e Pechino. Chiude la stagione con i quarti di finale raggiunti al torneo di Tianjin persi contro la cinese Zheng Saisai. Al termine dell'anno Sorana si trova fuori dalla Top 90 del ranking.

### 2015: uscita dalla Top 200
Inizia l'anno partecipando agli Australian Open, dove perde subito al primo turno, e poi torna a giocare tornei ITF. Dopo un primo turno ai tornei WTA di Miami e Bogotà fallisce la qualificazione al Roland Garros. Dopo scarsi risultati nei tornei ITF perde al secondo turno di qualificazione a Wimbledon. A metà luglio raggiunge i quarti al torneo ITF di Contrexéville, mentre la settimana seguente si ferma al secondo turno al torneo WTA di Bucarest. Anche nell'ultimo slam dell'anno fallisce la qualificazione. Dopo la mancata qualificazione nel torneo di Tokyo chiude l'anno con il torneo ITF di Ankara.

### 2016: quarti di finale a Madrid e rientro nella Top 100
L'anno inizia con la finale raggiunta al torneo ITF di Guarujá, dove perde contro Montserrat González. Nel successivo torneo ITF di Bertioga trionfa battendo Catalina Pella. In seguito partecipa al torneo WTA di Rio de Janeiro, dove si ferma in semifinale; il medesimo risultato lo ottiene al torneo di Sao Paulo. Dopo la mancata qualificazione al torneo di Miami raggiunge la semifinale al torneo ITF di Croissy-Beaubourg. Al torneo di Istanbul si ferma al secondo turno. Dopo un primo turno al torneo di Praga raggiunge i quarti di finale nel torneo di Madrid dopo avere ricevuto una wild card; viene sconfitta da Dominika Cibulková. Al Roland Garros si ferma al primo turno in singolare e poi inizia la stagione sull'erba a Maiorca, dove si ferma ai quarti. A Wimbledon perde al primo turno contro Petra Kvitová, ma poi raggiunge la semifinale al torneo ITF di Versmold. Dopo due primi turni al torneo di Båstad e allo US Open raggiunge la semifinale al torneo ITF di Biarritz, perdendo contro Rebecca Šramková. Chiude l'anno con due secondi turni nei tornei 125s di Linz e di Limoges.

### 2017: ottavi di finale agli Australian Open, quarti di finale a Madrid e Pechino e Top 50
Inizia l'anno con un secondo turno al torneo di Shenzhen; agli Australian Open sorprende e raggiunge il quarto turno, perdendo contro Garbiñe Muguruza. In doppio invece si ferma al primo turno con Carina Witthoeft. Dopo alcuni primi turni raggiunge un terzo turno al torneo di Miami. A Istanbul perde nei quarti contro Elina Svitolina e ottiene il medesimo risultato al torneo di Madrid. Dopo una semifinale persa al torneo di Norimberga si ferma al secondo turno in singolare all'Open di Francia contro Carla Suárez Navarro, mentre in doppio, con Donna Vekic, perde al primo turno. Dopo un secondo turno a Eastbourne raggiunge il terzo turno al torneo di Wimbledon, torneo nel quale ha assistito a un bruttissimo infortunio dell'avversaria Bethanie Mattek-Sands. Dopo alcuni primi turni si ferma al secondo turno in singolare all'US Open, mentre in doppio, con Sara Sorribes Tormo, raggiunge il terzo turno. In seguito, al torneo di Seul, raggiunge i quarti in entrambe le competizioni, mentre a Wuhan si ferma al secondo turno; in Corea è stata vittima di un clamoroso errore dell'"occhio del falco". Al torneo di Pechino raggiunge i quarti, così come a Linz. Chiude l'anno con un primo turno al torneo di Lussemburgo.

### 2018
Apre l'anno con un secondo turno al torneo di Brisbane; agli Australian Open si ferma al secondo turno in singolare, mentre raggiunge il terzo turno in doppio con Beatriz Haddad Maia. Al torneo di Doha raggiunge il terzo turno, mentre a Miami e Indian Wells non supera il secondo turno. Dopo un secondo turno anche a Madrid, a Roma raggiunge la semifinale in doppio con Jeļena Ostapenko. Dopo i quarti a Norimberga non supera il primo turno in singolare al Roland Garros, mentre in doppio raggiunge il terzo turno con Sara Sorribes Tormo. Dopo i quarti in doppio a Maiorca raggiunge il secondo turno in singolare al torneo di Wimbledon, mentre in doppio non supera il primo turno. Al torneo di Bucarest raggiunge i quarti e poi agli US Open si ferma al secondo turno in singolare e al primo turno in doppio. Chiude l'anno con un secondo turno al torneo ITF di Dubai.

### 2019: ritorno al successo
Inaugura l'anno con i quarti di finale raggiunti al torneo di Shenzhen. Nello slam australiano si ferma al primo turno in singolare, mentre in doppio raggiunge il secondo turno. Dopo i quarti ottenuti al torneo di Budapest torna a vincere al torneo di Lugano, dove ottiene il titolo in doppio con Andreea Mitu. Dopo alcuni secondi turni raggiunge la semifinale al torneo di Norimberga. Nello slam francese ottiene solo un secondo turno in singolare, mentre a Wimbledon si ferma al primo turno in singolare e al secondo turno in doppio. Dopo vari primi turni agli US Open raggiunge il terzo turno in singolare. A settembre raggiunge la finale a distanza di sei anni dall'ultima volta al torneo di Tashkent, dove trionfò nel 2008; tuttavia viene sconfitta da Alison Van Uytvanck. Chiude l'anno con un secondo turno al torneo di Lussemburgo.

### 2020: nono titolo ITF
Dopo l'eliminazione al primo turno di Shenzen è costretta al ritiro dopo avere superato le qualificazioni a Hobart. Il primo match vinto in stagione è agli Australian Open, dove supera Strýcová in due set prima di essere sconfitta in tre parziali da Cori Gauff. Supera le qualificazioni anche a Dubai, ma al primo turno viene battuta da Kontaveit.
Dopo l'interruzione dovuta alla pandemia di COVID-19 torna in campo sulla terra rossa di Palermo, dove viene superata da Errani in tre set. Agli US Open batte McHale e supera la testa di serie numero 9 Johanna Konta per 2-6 7-6(5) 6-4 raggiungendo per la terza volta in carriera il terzo turno nello Slam americano; viene però eliminata da Karolína Muchová perdendo al tie break del terzo set. Al Roland Garros subisce subito una pesante sconfitta per mano di Rybakina. In coda alla stagione supera un turno a Linz e poi, a dicembre, conquista l'ITF da 100.000 dollari di Dubai battendo in finale Siniakova per 4-6, 6-3, 6-3, tornando al successo in un torneo quasi cinque anni dopo l'ultimo titolo ITF.

### 2021: vittoria a Instabul
Apre la stagione raggiungendo i quarti di finale al Grampians Trophy, dove supera Kalšnikova e la numero 12 del mondo Belinda Bencic prima di essere eliminata da Ann Li, futura vincitrice del torneo, in condivisione con Kontaveit, dopo la decisione di non disputare la finale.
Agli Australian Open supera al primo turno la connazionale Tig e al secondo turno ottiene la sedicesima vittoria contro una top ten eliminando Petra Kvitová per 6-4 1-6 6-1; al terzo turno non riesce però ad avere la meglio contro un'altra ceca, Marketa Vondroušová. In entrambi i WTA1000 a cui prende parte, Dubai e Miami, viene eliminata al secondo turno da Kontaveit. Apre la stagione sulla terra a Istanbul dove batte Kozlova e Potapova, gode del ritiro di Ferro ai quarti, supera con un doppio 6-4 Kostjuk e affronta in finale la numero uno del torneo Elise Mertens conquistando il secondo titolo WTA in carriera a ben tredici anni di distanza dalla prima vittoria. Due settimane dopo, prende parte al torneo di Strasburgo: batte Venus Williams (6-1 2-6 6-1) e Shuai Zhang (6-2 6-1) mentre ai quarti approfitta del walkover di Bianca Andreescu (n°7 del mondo), arrivando in semifinale. Nella circostanza, si impone su Magda Linette in tre set, approdando alla sua seconda finale annuale. Nella circostanza, perde dalla ceca Barbora Krejčíková (3-6 3-6), che, qualche tempo dopo, vincerà inaspettatamente il Roland Garros. Proprio nello slam francese, Sorana riesce a raggiungere gli ottavi di finale dopo 12 anni dalla prima volta, battendo Johanna Konta (7-6(5) 6-2), Martina Trevisan (6-4 3-6 6-4) e Dar'ja Kasatkina (6-3 6-2). Al quarto turno, cede a sorpresa alla slovena Tamara Zidanšek (6(4)–7 1-6), che poi raggiungerà la semifinale. Sull'erba, trova come miglior risultato il terzo turno di Wimbledon, dove si arrende alla wild card locale Emma Raducanu (3-6 5-7) dopo aver battuto la n°14 del mondo Azaranka al turno precedente. Dopo una non esaltante avventura sul cemento americano, raggiunge i quarti a Portoroz (sconfitta da Paolini) e poi il terzo turno a Indian Wells, eliminata da Svitolina.
Termina la stagione al n°38 del mondo, la miglior piazza occupata a fine anno dal 2017 (n°37).

### 2022: ottavi all'Australian Open e breve ritorno in top-30
Sorana inizia l'anno al Melbourne Summer Set II, dove esce al secondo turno contro la futura vincitrice Amanda Anisimova (4-6 1-6). Dopo una sconfitta all'esordio ad Adelaide, prende parte all'Australian Open: batte Petra Kvitová (6-2 6-2), Kristína Kučová (6-2 6-4) e la finalista uscente del Roland Garros Anastasija Pavljučenkova (6-3 2-6 6-2). Agli ottavi, cede a Iga Świątek in tre set (7-5 3-6 3-6). Tra Dubai e Doha, incassa due sconfitte al secondo turno contro le top-10 Kontaveit e Muguruza; a Lione, la romena raggiunge la prima semifinale del 2022 battendo in due set Gorgodze, Vögele e Bondár. Nel penultimo atto, esce di scena contro Dajana Jastrems'ka con lo score di 6(5)-7 6-4 4-6. A Indian Wells si ferma agli ottavi nel derby contro Halep (1-6 4-6) mentre a Miami viene subito estromessa dalla cinese Zhang. Nel frattempo, sale fino al n°24 del mondo, la posizione più vicina al suo best-ranking datato 2013 (n°21).
Gioca poi a Istanbul, dove difende il titolo colto nel 2021: elimina Rakhimova (6-4 6-1), Rus (3-6 6-1 7-5) e Grabher (7-5 6-1), approdando in semifinale, dove cede il passo a Veronika Kudermetova con un duplice 3-6 3-6. Dopo aver incassato tre sconfitte al primo turno a Madrid, Roma e Strasburgo, ritrova il successo al Roland Garros, dove batte Tatjana Maria prima di perdere da Sloane Stephens (6-3 2-6 0-6).
Sull'erba, partecipa al torneo di Birmingham: estromette Shelby Rogers e la lucky loser Krunić, approdando ai quarti, dove sconfigge in rimonta Vekić (5-7 6-3 6-4). In semifinale, la terza dell'anno, si arrende a Shuai Zhang. A Wimbledon, soccombe a Maria al secondo round.
Sul cemento americano, non raccoglie alcun risultato di rilievo, uscendo al secondo turno a Cincinnati, Cleveland e allo US Open.
Termina l'anno al n°38 del mondo.

### 2023: ritorno in una semifinale '1000' e nei quarti di finale di uno slam
Dopo un secondo turno ad Adelaide (battuta dalla top-10 Jabeur), all'Australian Open esce di scena all'esordio contro Julija Putinceva. Non avendo difeso gli ottavi del 2022, scende oltre la 50ª posizione della classifica mondiale. Ad Abu Dhabi, viene subito estromessa da Kostjuk mentre a Doha non passa le qualificazioni; a Dubai, ha la meglio sulla n°12 del mondo Beatriz Haddad Maia (4-6 7-6(7) 7-5) prima di cedere a Muchová. Nel frattempo, scende nel ranking WTA, attestandosi all'83ª posizione. Successivamente, prende parte al torneo di Indian Wells: con tre comodi successi su Birrell (6-3 6-2), Keys (6-1 e ritiro) e Pera (6-3 6-1), raggiunge gli ottavi di finale, dove supera la n°5 del pianeta Caroline Garcia con lo score di 6-4 4-6 7-5, tornando a battere una top-5 dopo più di 5 anni dall'ultima volta. Nei quarti, la n°1 del mondo Iga Świątek le lascia cinque giochi. Subito dopo questo buon risultato, si reca a Miami: dopo una vittoria sulla wild-card messicana Contreras, elimina nuovamente Caroline Garcia (6-2 6-3), approdando al terzo turno, dove prevale sulla qualificata Muchová; nel suo secondo ottavo in Florida (il primo è datato 2013), la romena si impone su Markéta Vondroušová, accedendo ai quarti di un '1000' per la sesta volta in carriera. Tra le ultime otto, rifila un doppio 6-4 alla n°2 del mondo Aryna Sabalenka, ottenendo la prima vittoria in carriera contro una tennista con un ranking così alto. Nella sua prima semifinale di questo livello dalla Rogers Cup 2013, Cîrstea cede il passo alla futura campionessa Petra Kvitová, con lo score di 5-7 4-6. Grazie a queste ottime prestazioni, Sorana rientra in top-50, alla 44ª piazza.
Agli US Open, Sorana torna nei quarti di finale di uno slam per la prima volta in 14 anni, sconfiggendo nella sua strada la n°4 del mondo Rybakina al 3º turno (6-3 6(6)-7 6-4) e la n°15 del seeding Belinda Bencic agli ottavi con un doppio 6-3. Tra le ultime otto, la romena si arrende alla n°10 del mondo Karolína Muchová, con lo score di 0-6 3-6.
Nella trasferta asiatica, esce di scena al secondo turno a Ningbo contro Siniaková, mentre a Pechino perde subito da Martić. Termina l'anno a Cluj-Napoca, dove viene estromessa all'esordio da Eva Lys con un duplice 3-6.
Chiude il 2023 al n°26 del mondo, la miglior posizione di fine stagione dal 2013.

### 2024: semifinale a Dubai
La romena inizia l'anno con tre sconfitte all'esordio tra Brisbane, Adelaide e Australian Open; ad Abu Dhabi batte in rimonta Garcia e poi la top-10 Sakkarī, alla quale cede solamente tre giochi. Nei quarti si arrende a Kasatkina. A Doha viene battuta al secondo round dalla n°1 del mondo Świątek, contro cui ottiene solo due games. Nel torneo di Dubai, si impone in due set su Kenin e Veronika Kudermetova; negli ottavi rimonta Vekić, approdando ai quarti di finale. Nella circostanza sfida la campionessa in carica di Wimbledon Vondroušová e nonostante uno svantaggio di 2–6, 1–5, Cîrstea compie un'incredibile rimonta, chiudendo il match in suo favore con il punteggio di 2–6, 7–6(1), 6–2, annullando sei match-point all'avversaria. La romena raggiunge così la sua terza semifinale in un WTA 1000, la prima da Miami 2023. Nel match valevole per l'accesso in finale, viene eliminata dalla futura campionessa del torneo Jasmine Paolini. Successivamente decide di operarsi al piede sinistro per risolvere il problema che si trascinava negli ultimi sei mesi, chiudendo anticipatamente la stagione.

## Stile di gioco

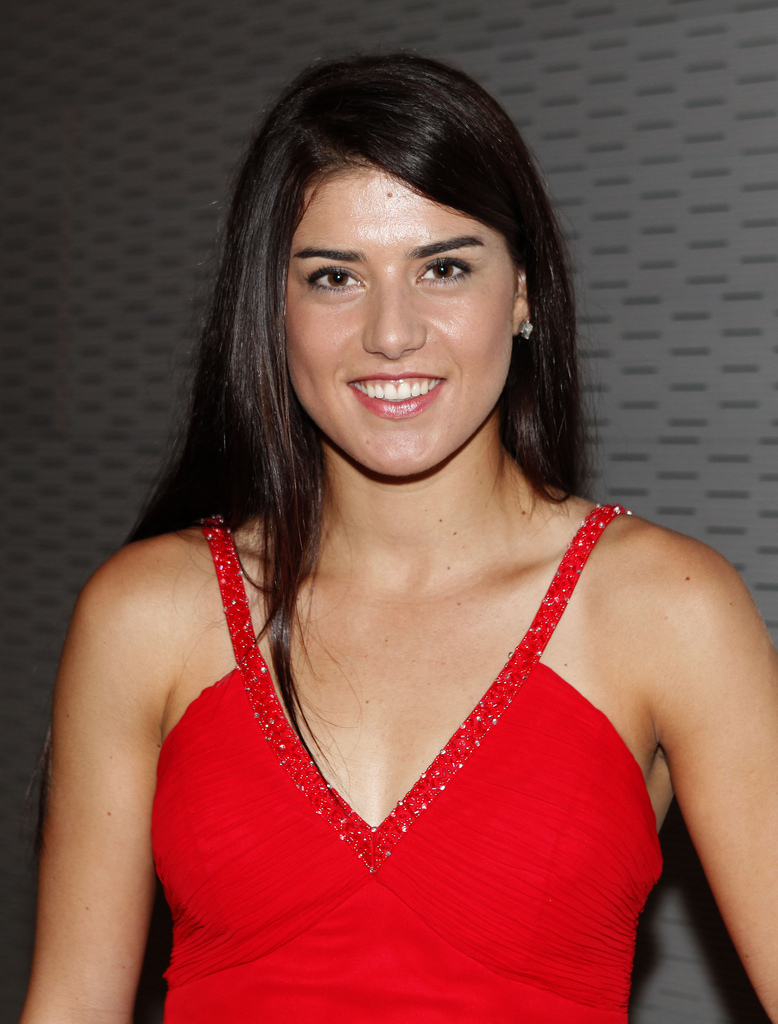
Cîrstea nel 2011

Sorana è una giocatrice aggressiva e con un buon servizio. Spesso, giocando colpi potenti, commette molti errori, ma esegue anche molti vincenti. Non è particolarmente rapida, ma riesce a muoversi con passi lunghi e legge bene il gioco. È anche una buona giocatrice di doppio, nonostante il suo tipo di gioco non le permetta di scendere spesso a rete.

## Statistiche WTA

### Singolare

#### Vittorie (2)
| Legenda              | Legenda               | Legenda      |
| -------------------- | --------------------- | ------------ |
| Grande Slam (0)      |                       |              |
| Ori Olimpici (0)     |                       |              |
| WTA Finals (0)       |                       |              |
| WTA Elite Trophy (0) |                       |              |
| Prima del 2009       | Dal 2009 al 2020      | Dal 2021     |
| Tier I (0)           | Premier Mandatory (0) | WTA 1000 (0) |
| Tier II (0)          | Premier 5 (0)         | WTA 1000 (0) |
| Tier III (0)         | Premier (0)           | WTA 500 (0)  |
| Tier IV (1)          | International (0)     | WTA 250 (1)  |
| Tier V (0)           | International (0)     | WTA 250 (1)  |

| N. | Data           | Torneo                  | Superficie  | Avversaria     | Punteggio        |
| 1. | 5 ottobre 2008 | Tashkent Open, Tashkent | Cemento     | Sabine Lisicki | 2–6, 6–4, 7–6(4) |
| 2. | 25 aprile 2021 | Istanbul Cup, Istanbul  | Terra rossa | Elise Mertens  | 6–1, 7–6(3)      |

#### Sconfitte (4)
| Legenda              | Legenda               | Legenda      |
| -------------------- | --------------------- | ------------ |
| Grande Slam (0)      |                       |              |
| Argenti Olimpici (0) |                       |              |
| WTA Finals (0)       |                       |              |
| WTA Elite Trophy (0) |                       |              |
| Prima del 2009       | Dal 2009 al 2020      | Dal 2021     |
| Tier I (0)           | Premier Mandatory (0) | WTA 1000 (0) |
| Tier II (0)          | Premier 5 (1)         | WTA 1000 (0) |
| Tier III (1)         | Premier (0)           | WTA 500 (0)  |
| Tier IV (0)          | International (1)     | WTA 250 (1)  |
| Tier V (0)           | International (1)     | WTA 250 (1)  |

| N. | Data              | Torneo                                   | Superficie  | Avversaria          | Punteggio        |
| 1. | 29 aprile 2007    | Hungarian Grand Prix, Budapest           | Terra rossa | Gisela Dulko        | 7–6(2), 2–6, 2–6 |
| 2. | 11 agosto 2013    | Canadian Open, Toronto                   | Cemento     | Serena Williams     | 2–6, 0–6         |
| 3. | 28 settembre 2019 | Tashkent Open, Tashkent                  | Cemento     | Alison Van Uytvanck | 2–6, 6–4, 4–6    |
| 4. | 29 maggio 2021    | Internationaux de Strasbourg, Strasburgo | Terra rossa | Barbora Krejčíková  | 3–6, 3–6         |

### Doppio

#### Vittorie (6)
| Legenda              | Legenda               | Legenda      |
| -------------------- | --------------------- | ------------ |
| Grande Slam (0)      |                       |              |
| Ori Olimpici (0)     |                       |              |
| WTA Finals (0)       |                       |              |
| WTA Elite Trophy (0) |                       |              |
| Prima del 2009       | Dal 2009 al 2020      | Dal 2021     |
| Tier I (0)           | Premier Mandatory (0) | WTA 1000 (1) |
| Tier II (0)          | Premier 5 (0)         | WTA 1000 (1) |
| Tier III (1)         | Premier (0)           | WTA 500 (0)  |
| Tier IV (1)          | International (3)     | WTA 250 (0)  |
| Tier V (0)           | International (3)     | WTA 250 (0)  |

| N. | Data            | Torneo                       | Superficie  | Compagna                 | Avversarie in finale                   | Punteggio             |
| 1. | 5 maggio 2008   | Marocco Open, Fès            | Terra rossa | Anastasija Pavljučenkova | Alisa Klejbanova Ekaterina Makarova    | 6–2, 6–2              |
| 2. | 18 ottobre 2008 | Luxembourg Open, Lussemburgo | Cemento (i) | Marina Eraković          | Vera Duševina Marija Korytceva         | 2–6, 6–3, [10–8]      |
| 3. | 8 maggio 2010   | Estoril Open, Estoril        | Terra rossa | Anabel Medina Garrigues  | Vitalija D'jačenko Aurélie Védy        | 6–1, 7–5              |
| 4. | 27 agosto 2011  | Texas Tennis Open, Dallas    | Cemento     | Alberta Brianti          | Alizé Cornet Pauline Parmentier        | 7–5, 6–3              |
| 5. | 14 aprile 2019  | Ladies Open Lugano, Lugano   | Terra rossa | Andreea Mitu             | Veronika Kudermetova Galina Voskoboeva | 1–6, 6–2, [10–8]      |
| 6. | 4 maggio 2025   | Madrid Open, Madrid          | Terra rossa | Anna Kalinskaja          | Veronika Kudermetova Elise Mertens     | 6(10)-7, 6-2, [12-10] |

#### Sconfitte (5)
| Legenda              | Legenda               | Legenda      |
| -------------------- | --------------------- | ------------ |
| Grande Slam (0)      |                       |              |
| Argenti Olimpici (0) |                       |              |
| WTA Finals (0)       |                       |              |
| WTA Elite Trophy (0) |                       |              |
| Prima del 2009       | Dal 2009 al 2020      | Dal 2021     |
| Tier I (0)           | Premier Mandatory (0) | WTA 1000 (0) |
| Tier II (1)          | Premier 5 (0)         | WTA 1000 (0) |
| Tier III (0)         | Premier (0)           | WTA 500 (0)  |
| Tier IV (0)          | International (4)     | WTA 250 (0)  |
| Tier V (0)           | International (4)     | WTA 250 (0)  |

| N. | Data            | Torneo                            | Superficie  | Compagna                | Avversarie in finale                               | Punteggio           |
| 1. | 23 agosto 2008  | New Haven Open, New Haven         | Cemento     | Monica Niculescu        | Květa Peschke Lisa Raymond                         | 6-4, 5-7, [7-10]    |
| 2. | 19 aprile 2009  | Barcelona Ladies Open, Barcellona | Terra rossa | Andreja Klepač          | Nuria Llagostera Vives María José Martínez Sánchez | 6–3, 2–6, [8–10]    |
| 3. | 30 aprile 2009  | Marocco Open, Fès                 | Terra rossa | Marija Kirilenko        | Alisa Klejbanova Ekaterina Makarova                | 3–6, 6–2, [8–10]    |
| 4. | 11 luglio 2010  | Hungarian Grand Prix, Budapest    | Terra rossa | Anabel Medina Garrigues | Timea Bacsinszky Tathiana Garbin                   | 3–6, 3–6            |
| 5. | 12 ottobre 2014 | Tianjin Open, Tianjin             | Cemento     | Andreja Klepač          | Alla Kudrjavceva Anastasija Rodionova              | 7–6(6), 2–6, [8–10] |

## Circuito WTA 125

### Singolare

#### Vittorie (1)
| N. | Data          | Torneo               | Superficie  | Avversaria        | Punteggio        |
| 1. | 7 maggio 2023 | Catalonia Open, Reus | Terra rossa | Elizabeth Mandlik | 6–1, 4–6, 7–6(1) |

## Statistiche ITF

### Singolare

#### Vittorie (9)
| Torneo $100.000 (3) |
| Torneo $80.000 (0)  |
| Torneo $75.000 (0)  |
| Torneo $60.000 (0)  |
| Torneo $50.000 (1)  |
| Torneo $25.000 (2)  |
| Torneo $15.000 (0)  |
| Torneo $10.000 (3)  |

| N. | Data              | Torneo                                                          | Superficie  | Avversaria in finale  | Punteggio        |
| 1. | 30 ottobre 2005   | Porto Santo Ladies Open, Porto Santo                            | Cemento     | Pauline Wong          | 6-2, 7-6(3)      |
| 2. | 19 febbraio 2006  | Albufeira Ladies Open, Albufeira                                | Cemento     | Chayenne Ewijk        | 6-0, 7-5         |
| 3. | 14 maggio 2006    | Trofeul Supradyn, Bucarest                                      | Terra rossa | Simona Iulia Matei    | 6-2, 2-6, 7-5    |
| 4. | 5 agosto 2007     | Gaz de France Stars, Bucarest                                   | Terra rossa | Alexandra Dulgheru    | 6-4, 6-3         |
| 5. | 8 maggio 2011     | Open GDF SUEZ de Cagnes-sur-Mer Alpes-Maritimes, Cagnes-sur-Mer | Terra rossa | Pauline Parmentier    | 6(5)-7, 6-2, 6-2 |
| 6. | 25 settembre 2011 | Open 35 de Saint-Malo, Saint-Malo                               | Terra rossa | Sílvia Soler Espinosa | 6-2, 6-2         |
| 7. | 23 ottobre 2011   | Open GDF Suez Région Limousin, Limoges                          | Cemento (i) | Sofia Arvidsson       | 6-2, 6-2         |
| 8. | 31 gennaio 2016   | Circuito Feminino Future de Tênis, Bertioga                     | Cemento     | Catalina Pella        | 6-1, 6(4)-7, 6-3 |
| 9. | 12 dicembre 2020  | Al Habtoor Tennis Challenge, Dubai                              | Cemento     | Kateřina Siniaková    | 4–6, 6–3, 6–3    |

#### Sconfitte (7)
| Torneo $100.000 (2) |
| Torneo $80.000 (0)  |
| Torneo $75.000 (0)  |
| Torneo $60.000 (0)  |
| Torneo $50.000 (3)  |
| Torneo $25.000 (1)  |
| Torneo $15.000 (0)  |
| Torneo $10.000 (1)  |

| N. | Data              | Torneo                                     | Superficie  | Avversaria in finale   | Punteggio        |
| 1. | 7 maggio 2006     | Trofeul Mc'Donalds, Bucarest               | Terra rossa | Ioana Raluca Olaru     | 6-1, 4-6, 1-6    |
| 2. | 11 novembre 2007  | MTB Bank, Minsk                            | Cemento (i) | Evgenija Rodina        | 1-6, 1-6         |
| 3. | 5 maggio 2008     | Gaz De France Stars, Bucarest              | Terra rossa | Petra Cetkovská        | 6(5)-7, 6(3)-7   |
| 4. | 6 luglio 2008     | International Country Cuneo, Cuneo         | Terra rossa | Tathiana Garbin        | 3-6, 1-6         |
| 5. | 14 settembre 2009 | Vogue Athens Open, Atene                   | Terra rossa | Lourdes Domínguez Lino | 4-6, 4-6         |
| 6. | 3 ottobre 2010    | Lexus of Las Vegas Open, Las Vegas         | Cemento     | Varvara Lepchenko      | 2-6, 2-6         |
| 7. | 24 gennaio 2016   | Circuito Feminino Future de Tênis, Guarujá | Cemento     | Montserrat González    | 6-1, 6(5)-7, 2-6 |

### Doppio

#### Vittorie (9)
| Torneo $100.000 (1) |
| Torneo $80.000 (0)  |
| Torneo $75.000 (0)  |
| Torneo $60.000 (0)  |
| Torneo $50.000 (0)  |
| Torneo $25.000 (3)  |
| Torneo $15.000 (0)  |
| Torneo $10.000 (5)  |

| N. | Data              | Torneo                                           | Superficie  | Partner            | Rivali in finale                      | Risultato        |
| 1. | 29 agosto 2004    | Nastase Trophy Timisoara, Timișoara              | Terra rossa | Gabriela Niculescu | Lenore Lazaroiu Ioana Raluca Olaru    | 6-1, 2-6, 6-2    |
| 2. | 5 settembre 2004  | Trofeul Ilie Nastase, Arad                       | Terra rossa | Gabriela Niculescu | Jevgenija Savranskj Sandra Záhlavová  | 6–2, 6-2         |
| 3. | 16 ottobre 2005   | Porto Santo Ladies Open, Porto Santo             | Cemento     | Alexandra Orăşanu  | Diana Eriksson Nadja Roma             | 5-7, 7-5, 6-4    |
| 4. | 23 ottobre 2005   | Porto Santo Ladies Open, Porto Santo             | Cemento     | Alexandra Orăşanu  | Hannah Kuervers Imke Kusgen           | 6(2)-7, 6-4, 6-0 |
| 5. | 7 maggio 2006     | Trofeul Mc'Donalds, Bucarest                     | Terra rossa | Gabriela Niculescu | Simona Iulia Matei Ioana Raluca Olaru | 6-4, 0-6, 7-6(3) |
| 6. | 24 settembre 2006 | Torneo Internacional Ciudad de Alcorcón, Madrid  | Cemento     | Katie O'Brien      | Céline Cattaneo Gaëlle Widmer         | 6-4, 6-4         |
| 7. | 17 marzo 2007     | Ciudad de Las Palmas, Las Palmas de Gran Canaria | Cemento     | Mădălina Gojnea    | Claire Curran Melanie South           | 4-6, 7-6(5), 6-4 |
| 8. | 5 agosto 2007     | Gaz de France Stars, Bucarest                    | Terra rossa | Ágnes Szatmári     | Mihaela Buzărnescu Monica Niculescu   | w/o              |
| 9. | 14 settembre 2008 | Vogue Athens Open, Atene                         | Terra rossa | Galina Voskoboeva  | Kristina Barrois Julia Schruff        | 6-2, 6-4         |

#### Sconfitte (7)
| Torneo $100.000 (1) |
| Torneo $80.000 (0)  |
| Torneo $75.000 (0)  |
| Torneo $60.000 (0)  |
| Torneo $50.000 (1)  |
| Torneo $25.000 (2)  |
| Torneo $15.000 (0)  |
| Torneo $10.000 (3)  |

| N. | Data             | Torneo                             | Superficie  | Partner               | Rivali in finale                             | Risultato        |
| 1. | 7 agosto 2005    | Trofeul Euro Fly Taxi, Bucarest    | Terra rossa | Bianca Ioana Bonifate | Corina Claudia Corduneanu Ioana Raluca Olaru | 1-6, 1-6         |
| 2. | 19 febbraio 2006 | Albufeira Ladies Open, Albufeira   | Cemento     | Polona Rebersak       | Emilie Bacquet Chayenne Ewijk                | 4-6, 4-6         |
| 3. | 14 maggio 2006   | Trofeul Supradyn, Bucarest         | Terra rossa | Diana Enache          | Gabriela Niculescu Monica Niculescu          | 3-6, 0-6         |
| 4. | 29 ottobre 2006  | Cumhuriyet Kizlari, Istanbul       | Cemento (i) | Katie O'Brien         | Mervana Jugić-Salkić İpek Şenoğlu            | w/o              |
| 5. | 18 febbraio 2007 | Stockholm Ladies, Stoccolma        | Cemento (i) | Melanie South         | Danka Krstajić Ol'ga Panova                  | 2-6, 6-0, 2-6    |
| 6. | 5 maggio 2008    | Gaz de France Stars, Bucarest      | Terra rossa | Ágnes Szatmári        | Petra Cetkovská Hana Sromová                 | 4-6, 5-7         |
| 7. | 4 luglio 2010    | International Country Cuneo, Cuneo | Terra rossa | Andreja Klepač        | Eva Birnerová Lucie Hradecká                 | 6-3, 4-6, [8-10] |

## Grand Slam Junior

### Doppio

#### Sconfitte (1)
| Tornei del Grande Slam  |
| ----------------------- |
| Australian Open (0)     |
| Open di Francia (1)     |
| Torneo di Wimbledon (0) |
| US Open (0)             |

| N. | Data          | Torneo                  | Superficie  | Compagna     | Avversarie in finale                 | Punteggio |
| 1. | 9 giugno 2007 | Open di Francia, Parigi | Terra rossa | Alexa Glatch | Ksenija Milevskaja Urszula Radwańska | 1-6, 4-6  |

## Risultati in progressione
| V | F | SF | QF | #T | RR | Q# | A | Z# | PO | O | F-A | SF-B | ND |

(V) Torneo vinto; raggiunto (F) finale, (SF) semifinale, (QF) quarti di finale, (#T) turni 4, 3, 2, 1; (RR) round - robin; (Q#) Turno di qualificazione; (A) assente dal torneo; (Z#) Zona gruppo Coppa Davis/Fed Cup (con indicazione numero); (PO) play-off Coppa Davis o Fed Cup; vinto un (O) oro, (F-A) argento o (SF-B) bronzo ai Giochi Olimpici; (ND) torneo non disputato.

### Singolare
| Torneo                 | 2006 | 2007 | 2008 | 2009 | 2010 | 2011 | 2012 | 2013 | 2014 | 2015 | 2016 | 2017 | 2018 | 2019 | 2020 | 2021 | 2022 | 2023 | V–S   |
| ---------------------- | ---- | ---- | ---- | ---- | ---- | ---- | ---- | ---- | ---- | ---- | ---- | ---- | ---- | ---- | ---- | ---- | ---- | ---- | ----- |
| Tornei del Grande Slam |      |      |      |      |      |      |      |      |      |      |      |      |      |      |      |      |      |      |       |
| Australian Open        | A    | A    | 1T   | 1T   | 2T   | 2T   | 3T   | 3T   | 1T   | 1T   | A    | 4T   | 2T   | 1T   | 2T   | 3T   | 4T   | 1T   | 16–15 |
| Open di Francia        | A    | A    | 2T   | QF   | 1T   | 3T   | 1T   | 3T   | 3T   | Q3   | 1T   | 2T   | 1T   | 2T   | 1T   | 4T   | 2T   | 1T   | 17–15 |
| Wimbledon              | A    | Q2   | 2T   | 3T   | 1T   | 1T   | 3T   | 2T   | 1T   | Q2   | 1T   | 3T   | 2T   | 1T   | ND   | 3T   | 2T   | 3T   | 14–14 |
| US Open                | A    | Q1   | 2T   | 3T   | 1T   | 1T   | 2T   | 2T   | 2T   | Q3   | 1T   | 2T   | 2T   | 3T   | 3T   | 2T   | 2T   | QF   | 18–15 |
| Vittorie-sconfitte     | 0–0  | 0–0  | 3–4  | 8–4  | 1–4  | 3–4  | 5–4  | 6–4  | 3–4  | 0–1  | 0–3  | 7–4  | 3–4  | 3–4  | 3-3  | 8-4  | 6-4  | 6-4  | 65–59 |

### Doppio
| Torneo                 | 2008 | 2009 | 2010 | 2011 | 2012 | 2013 | 2014 | 2015 | 2016 | 2017 | 2018 | 2019 | 2020 | 2021 | 2022 | 2023 | V–S   |
| ---------------------- | ---- | ---- | ---- | ---- | ---- | ---- | ---- | ---- | ---- | ---- | ---- | ---- | ---- | ---- | ---- | ---- | ----- |
| Tornei del Grande Slam |      |      |      |      |      |      |      |      |      |      |      |      |      |      |      |      |       |
| Australian Open        | A    | 2T   | 1T   | 2T   | 1T   | 1T   | 1T   | A    | A    | 1T   | 3T   | 2T   | A    | A    | A    | A    | 5–9   |
| Open di Francia        | 3T   | 1T   | 1T   | 1T   | 1T   | 2T   | 1T   | A    | A    | 1T   | 3T   | A    | A    | A    | A    | A    | 5–9   |
| Wimbledon              | 2T   | 2T   | A    | 3T   | 1T   | 1T   | A    | A    | A    | A    | 1T   | 2T   | ND   | A    | A    | A    | 5–7   |
| US Open                | 2T   | 3T   | 2T   | 2T   | 1T   | 1T   | 2T   | A    | A    | 3T   | 1T   | A    | A    | A    | A    | A    | 8–9   |
| Vittorie-sconfitte     | 4–3  | 4–4  | 1–3  | 4–4  | 0–4  | 1–4  | 1–3  | 0–0  | 0–0  | 2–3  | 4–4  | 2–2  | 0-0  | 0-0  | 0-0  | 0-0  | 23–34 |

### Doppio misto
| Tornei del Grande Slam |     |     |     |     |     |     |     |     |     |     |     |     |
| Australian Open        | A   | A   | A   | A   | A   | A   | A   | A   | A   | A   | A   | 0–0 |
| Open di Francia        | 1T  | A   | A   | A   | A   | A   | A   | A   | A   | A   | A   | 0–1 |
| Wimbledon              | A   | A   | A   | A   | A   | A   | A   | ND  | A   | A   | A   | 0–0 |
| US Open                | A   | A   | A   | A   | A   | A   | A   | A   | A   | A   | A   | 0–0 |
| Vittorie-sconfitte     | 0–1 | 0–0 | 0–0 | 0–0 | 0–0 | 0–0 | 0–0 | 0–0 | 0–0 | 0–0 | 0-0 | 0–1 |

## Vittorie contro giocatrici Top 10
| Stagione | 2008 | 2009 | 2010 | 2011 | 2012 | 2013 | 2014 | 2015 | 2016 | 2017 | 2018 | 2019 | 2020 | 2021 | 2022 | 2023 | 2024 | 2025 | Totale |
| Vittorie | 2    | 3    | 1    | 0    | 3    | 4    | 1    | 0    | 0    | 1    | 0    | 0    | 0    | 1    | 0    | 4    | 3    | 1    | 24     |

| #    | Giocatrice              | Ranking | Evento                               | Superficie    | Turno  | Punteggio          | Rank. SCR |
| ---- | ----------------------- | ------- | ------------------------------------ | ------------- | ------ | ------------------ | --------- |
| 2008 |                         |         |                                      |               |        |                    |           |
| 1.   | Jelena Janković (1)     | 4       | Fed Cup, Budapest                    | Sintetico (i) | ZEA-G1 | 6-3, 3-6, 6-4      | 112       |
| 2.   | Anna Čakvetadze         | 6       | Charleston Open, Charleston          | Terra verde   | 2T     | 6-3, 1-6, 6-2      | 86        |
| 2009 |                         |         |                                      |               |        |                    |           |
| 3.   | Caroline Wozniacki (1)  | 10      | Open di Francia, Parigi              | Terra rossa   | 3T     | 7-6(3), 7-5        | 41        |
| 4.   | Jelena Janković (2)     | 5       | Open di Francia, Parigi              | Terra rossa   | 4T     | 3-6, 6-0, 9-7      | 41        |
| 5.   | Caroline Wozniacki (2)  | 8       | LA Championships, Los Angeles        | Cemento       | 2T     | 1-6, 6-4, 7-6(5)   | 28        |
| 2010 |                         |         |                                      |               |        |                    |           |
| 6.   | Francesca Schiavone     | 6       | Eastbourne International, Eastbourne | Erba          | 1T     | 7-5, 6-3           | 57        |
| 2012 |                         |         |                                      |               |        |                    |           |
| 7.   | Samantha Stosur         | 5       | Australian Open, Melbourne           | Cemento       | 1T     | 7-6(3), 6-3        | 59        |
| 8.   | Vera Zvonarëva          | 8       | Pattaya Open, Pattaya                | Cemento       | QF     | 2-6, 6-4, 2-2 rit. | 54        |
| 9.   | Marion Bartoli          | 7       | Madrid Open, Madrid                  | Terra blu     | 1T     | 6(6)-7, 6-4, 6-3   | 46        |
| 2013 |                         |         |                                      |               |        |                    |           |
| 10.  | Angelique Kerber        | 6       | Miami Open, Miami                    | Cemento       | 3T     | 6-4, 6-0           | 27        |
| 11.  | Caroline Wozniacki (3)  | 10      | Canadian Open, Toronto               | Cemento       | 2T     | 4-6, 7-6(0), 6-4   | 27        |
| 12.  | Petra Kvitová (1)       | 7       | Canadian Open, Toronto               | Cemento       | QF     | 4-6, 7-5, 6-2      | 27        |
| 13.  | Li Na                   | 5       | Canadian Open, Toronto               | Cemento       | SF     | 6-1, 7-6(5)        | 27        |
| 2014 |                         |         |                                      |               |        |                    |           |
| 14.  | Sara Errani             | 10      | Dubai Tennis Championships, Dubai    | Cemento       | 2T     | 6-2, 5-7, 6-1      | 27        |
| 2017 |                         |         |                                      |               |        |                    |           |
| 15.  | Karolína Plíšková       | 4       | China Open, Pechino                  | Cemento       | 3T     | 6-1, 7-5           | 44        |
| 2021 |                         |         |                                      |               |        |                    |           |
| 16.  | Petra Kvitová (2)       | 8       | Australian Open, Melbourne           | Cemento       | 2T     | 6-4, 1-6, 6-1      | 68        |
| 2023 |                         |         |                                      |               |        |                    |           |
| 17.  | Caroline Garcia (1)     | 5       | Indian Wells Open, Indian Wells      | Cemento       | 4T     | 6-4, 4-6, 7-5      | 83        |
| 18.  | Caroline Garcia (2)     | 4       | Miami Open, Miami Gardens            | Cemento       | 2T     | 6-2, 6-3           | 74        |
| 19.  | Aryna Sabalenka         | 2       | Miami Open, Miami Gardens            | Cemento       | QF     | 6-4, 6-4           | 74        |
| 20.  | Elena Rybakina          | 4       | US Open, New York                    | Cemento       | 3T     | 6-3, 6(6)-7, 6-4   | 30        |
| 2024 |                         |         |                                      |               |        |                    |           |
| 21.  | Maria Sakkarī           | 9       | Abu Dhabi Open, Abu Dhabi            | Cemento       | 2T     | 6-2, 6-1           | 26        |
| 22.  | Markéta Vondroušová (1) | 8       | Dubai Tennis Championships, Dubai    | Cemento       | QF     | 2-6, 7-6(1), 6-2   | 22        |
| 23.  | Markéta Vondroušová (2) | 6       | Internazionali d'Italia, Roma        | Terra rossa   | 3T     | 7-6(1), 6-3        | 32        |
| 2025 |                         |         |                                      |               |        |                    |           |
| 24.  | Emma Navarro            | 9       | Dubai Tennis Championships, Dubai    | Cemento       | 3T     | 7-6(5), 3-6, 7-5   | 89        |